# Pithecellobium nicoyanum
Pithecellobium nicoyanum är en ärtväxtart som först beskrevs av Nathaniel Lord Britton och Joseph Nelson Rose, och fick sitt nu gällande namn av Niezgoda och Nevling. Pithecellobium nicoyanum ingår i släktet Pithecellobium och familjen ärtväxter. Inga underarter finns listade i Catalogue of Life.